# Melanthrips
Melanthrips är ett släkte av insekter som beskrevs av Alexander Henry Haliday 1836. Enligt Catalogue of Life ingår Melanthrips i familjen Melanthripidae, men enligt Dyntaxa är tillhörigheten istället familjen rovtripsar.
Kladogram enligt Catalogue of Life och Dyntaxa:
| Melanthrips | \| \| Melanthrips digitus \| \| \| \| \| \| Melanthrips fuscus \| \| \| \| \| \| Melanthrips gracilicornis \| \| \| \| \| \| Melanthrips insulsus \| \| \| \| \| \| Melanthrips pallidior \| \| \| \| |
|             | \| \| Melanthrips digitus \| \| \| \| \| \| Melanthrips fuscus \| \| \| \| \| \| Melanthrips gracilicornis \| \| \| \| \| \| Melanthrips insulsus \| \| \| \| \| \| Melanthrips pallidior \| \| \| \| |
|             | Ankothrips |
|             | |
|             | Melanthrips digitus |
|             | |
|             | Melanthrips fuscus |
|             | |
|             | Melanthrips gracilicornis |
|             | |
|             | Melanthrips insulsus |
|             | |
|             | Melanthrips pallidior |
|             | |

|  | Melanthrips digitus       |
|  |                           |
|  | Melanthrips fuscus        |
|  |                           |
|  | Melanthrips gracilicornis |
|  |                           |
|  | Melanthrips insulsus      |
|  |                           |
|  | Melanthrips pallidior     |
|  |                           |